# Imbarcazione a deriva mobile

Illustrazione di una deriva con relativa nomenclatura di base: 1 Punto di penna (o di drizza); 2 Randa; 3 Boma; 4 Punto di scotta; 5 Poppa; 6 Timone; 7 Scotta di randa; 8 Vang; 9 Deriva; 10 Prua; 11 Punto di mura; 12 Fiocco; 13 Albero

L'imbarcazione a deriva mobile o, più semplicemente deriva, definisce un gruppo eterogeneo di classi di imbarcazioni di piccole dimensioni non cabinate.
Queste hanno in comune il fatto di avere una deriva mobile e rimovibile.
In inglese la classe si chiama dinghy o, per scopi agonistici, centreboard, come codificato dalla Federazione Internazionale della Vela.

## Classi
La Federazione Internazionale della Vela prevede 39 classi di imbarcazioni a deriva mobile.

Queste classi veliche furono presenti alle Olimpiadi del 1960-64-68. Da Sx verso Dx: quelle a deriva mobile: classe "Finn", classe "Flying Dutchmann". Diversa invece la concezione per quelle a chiglia come la classe: "Star", "Dragone" (scafo marrone, chiglia grigia) e la classe internazionale 5,5 metri.

- 29er
- 420
- 470
- 49er
- 505
- B14
- Byte
- Cadet
- Contender
- Enterprise
- Europa
- Finn
- Fireball
- Flying Dutchman
- Flying Junior
- GP14
- International 14
- Laser
- Laser bug
- Laser 4.7
- Laser II
- Laser Radial
- Laser Vago
- Lightning
- Mirror
- Moth
- Musto Skiff
- O'pen BIC
- OK Dinghy
- Optimist
- RS 500
- RS Feva
- RS Tera
- Snipe
- Splash
- Sunfish
- Tasar
- Topper
- Vaurien
- Zoom 8
- Classe Strale

## Storia

### I primordi
La necessità di piccole imbarcazioni utilizzabili per il trasporto delle merci da e verso le imbarcazioni in rada nei porti è sempre esistita. Assieme ad altre imbarcazioni da lavoro come pescherecci e barche da trasporto leggero, le piccole barche sono sempre state in evidenza. Carlo II di Inghilterra ricevette in regalo una barca a vela quando tornò in Inghilterra dal suo esilio nel XVII secolo; era solito usarla per diletto e competizione.
Verso la fine del XIX secolo, in molti iniziarono ad usare le derive per sport e diletto. L'industria diportista di imbarcazioni più grandi si sviluppò separatamente e si tradussero in quelli che sono gli yacht di oggi. Ci furono, tuttavia, diverse contaminazioni e molti progetti per le derive adottarono soluzioni più convenienti.

### Scafi plananti e trapezi

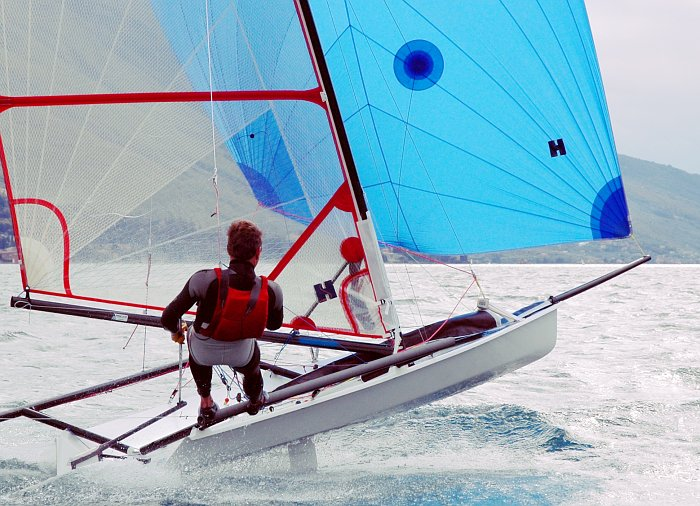
Un Musto Skiff in planata

Lo sviluppo delle derive fu aiutato all'inizio del XX secolo dalla Uffa Fox (1898 - 1972), un cantiere inglese amante della vela. Sviluppò e contribuì a molti progetti di derive che resistettero anche a distanza di un secolo: l'Albacore, l'International 14, il Firefly ed il Flying Fifteen.
Introdusse, altresì, l'avanzamento tecnologico più importante dal punto di vista degli scafi: gli scafi plananti. Questi permettevano di superare i limiti di velocità imposti dai disegni degli scafi delle vecchie derive. In effetti permettevano di planare sull'onda generata dalla barca stessa, portando l'opera viva da uno stato idrostatico ad uno stato idrodinamico (planata). Questo riduceva, di fatto, la superficie dell'opera viva immersa, l'attrito (proprio perché la parte dello scafo immersa era minore) ed il dislocamento (la quantità di acqua spostata da uno scafo). La potenza data dalle vele, quindi, trovava meno resistenza, dando alla barca una velocità assai superiore.
Un'altra importante novità fu introdotta negli anni trenta, quando vide la luce il trapezio. Questo infatti permetteva di usare il peso dell'equipaggio in maniera ottimale, grazie al fatto di essere appesi al di fuori della barca ad un gancio fissato all'albero. Il risultato fu quello di mantenere la barca più dritta in maniera da permettere alle vele di scaricare il massimo della loro potenza sullo scafo.
L'adozione del trapezio in una gara ufficiale avvenne per la prima volta nel 1934 sullo scafo Vagabond timonato da Peter Scott (figlio del famoso Robert Falcon Scott) e John Winter. Il proprietario della barca, Beecher Moore, del Thames Sailing Club, lavorò per affinare la tecnica. Il Vagabond vinse spettacolarmente con un distacco di ben quattro minuti.
Quest'innovazione venne accantonata e fu poco sviluppata fino a quando non venne reintrodotta nelle classi Osprey e 505 nel 1954 da John Westell sul 505 e sul Flying Dutchman nel 1952.

### Dopo la seconda guerra mondiale

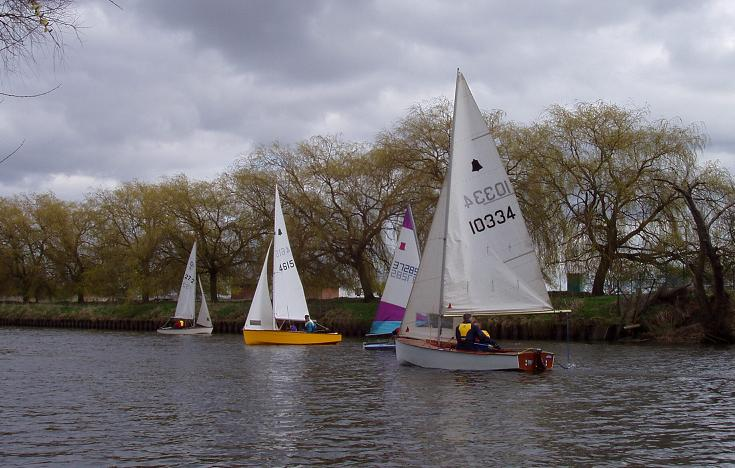
Due GP14, un Topper ed un Graduate

Durante la Seconda guerra mondiale il compensato divenne il materiale di maggiore utilizzo nel campo aeronautico. Dopo la guerra, l'industria del compensato venne riadattata per costruire derive. Due metodi principali vennero adottati: tasselli e colla e legno sagomato. Jack Holt disegnò molte derive in maniera che potessero essere montate da casalinghi tuttofare usando queste tecniche. Il Mirror venne costruito quasi esclusivamente con questa tecnica. Un esempio di deriva in compensato e pannelli di legno è invece l'Heron.

### Sviluppi moderni

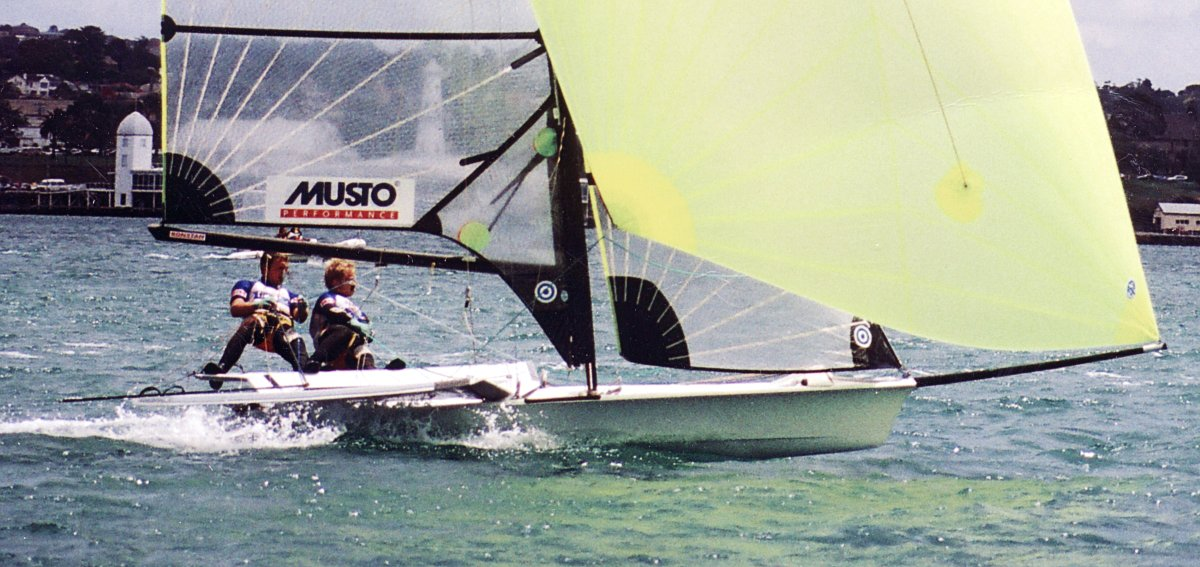
Un 49er ad una regata

All'inizio del XXI secolo, le derive godono di uno sviluppo sportivo eccezionale. Stanno perdendo la fama di sport esclusivo. Questo grazie all'adozione di disegni più moderni e materiali che rendono gli scafi più leggeri (fibra di vetro, schiume espanse, ecc. che eliminano l'annoso problema della manutenzione che richiedono gli scafi in legno), materiali per le vele più economici, barche più facilmente trasportabili, e vele dal taglio più semplice come il gennaker anziché il più complesso cugino spinnaker. Queste caratteristiche rendono gli sport da deriva più economici in termini di soldi e di tempo, estendendone molto il richiamo.

## Vento e velocità
La ricerca del miglioramento del record di velocità a vela è un'attività economica molto sviluppata; ad oggi il record è detenuto dal trimarano "Hydroptere" ed è di 51.36 nodi.
A questo proposito, si può notare come alcune barche a vela ad alte prestazioni possano veleggiare più velocemente del vento. Questo apparente paradosso, in realtà, non viola nessuna legge fisica; basta infatti guardare le prestazioni delle barche nella coppa America 2010 in cui la velocità della barca era di circa 2 volte la velocità del vento.
Nella pratica velica si distinguono tre modalità di misura diverse del vento:
vento relativo (o vento velocità)
Lo spostamento apparente dell'aria che si avverte mentre ci si muove (ad es. il vento che si avverte andando in bicicletta in una giornata priva di vento vero) ed è uguale e contrario alla velocità del mezzo rispetto al suolo o mare.
vento reale
Il vento che si può calcolare con un anemometro stando fermi.
vento apparente
La misura risultante dal vettore somma dei due venti precedenti, e che si avverte su un'imbarcazione durante la navigazione.
La forza propulsiva delle vele trae origine dal vento apparente e non dal vento reale, poiché dipende dal flusso d'aria originato intorno alla vela e quindi le barche a vela possono veleggiare più veloci del vento reale.

## Tipi di derive
Esistono poi le derive "olimpiche", che sono le barche a vela con cui vengono svolte le regate delle olimpiadi. Tra le principali derive olimpiche (che possono cambiare nelle diverse Olimpiadi), troviamo tra quelle maschili: il Laser, il Finn, il 470 e il 49er; tra quelle femminili: Il Laser Radial e l Europa.
Una delle peculiarità delle derive è il fatto di essere molto leggere, perciò spesso l'equipaggio (che per questo tipo di imbarcazioni raramente supera i due elementi, ovvero prodiere e timoniere) deve spostare il proprio peso (sopravvento o sottovento) in base alle andature ed alla forza del vento. Questo fa sì che le derive siano di fatto una buona scuola, se non un passaggio obbligato, per ogni buon velista; è infatti su queste barche che si impara a "sentire" le reazioni che lo scafo può avere e ad ostacolarle o assecondarle a seconda del caso.

### Skiff
Sono generalmente le derive più veloci. Le tavole sono piatte ed hanno uno scafo molto sottile e sono progettate per planare e supportare l'equipaggio al trapezio anche in condizioni di vento esiguo. Dispongono di una velatura piuttosto grande che può arrivare ad includere gennaker o spinnaker. Il 18ft Australiano (18 piedi australiano), il cui equipaggio conta tre persone, ne è un esempio. Un altro è il Musto Skiff, un singolo.

### Derive ad alte prestazioni
Sono derive veloci e potenti, progettate per regatare ai giochi olimpici. Esempi di questa categoria sono il Flying Dutchman, il 505, il Fireball, il 49er, l'Osprey, il Javelin ed il 470. Sono tutte barche plananti (potenzialmente anche nelle andature di bolina), possiedono un trapezio e spinnaker simmetrici o asimmetrici.

### Derive da crociera
Sono progettate per le famiglie e sono abitualmente più stabili di quelle ad alte prestazioni grazie ad uno scafo più piatto, un dislocamento più significativo ed una superficie velica ridotta. Esempi di questo tipo di derive sono il Wayfarer, il Mirror, il Laser Stratos ed il Laser 16.

### Catamarani
Queste famose derive sono veloci, hanno alberi alti e doppio scafo. Esempi significativi di questa categoria di derive sono l'Hobie Cat ed il Tornado; quest'ultimo è un catamarano ad alte prestazioni di classe olimpica fino alle olimpiadi di Pechino 2008.

### Derive da competizione
Sotto questa definizione ricadono molte derive. Molti sportivi viaggiano con le proprie imbarcazioni per eventi di rilievo internazionale come quelli che si disputano sul Lago di Garda.
Il Laser, il Laser Radial ed il Laser 4.7 sono varianti della medesima famosissima barca: un singolo la cui combinazione tra semplicità, portabilità e prestazioni ha dato molta fortuna alle derive in generale.
Altre due importanti classi da menzionare, molto utilizzate nelle scuole di vela, sono il 420 ed il Flying Junior.

### Prototipi
Molte derive hanno uno scafo ed una struttura ben definiti ed i cambiamenti apportati sono molto rari. Tuttavia alcune classi possono competere grazie a regole e misurazioni meno rigidi. Questo incoraggia la sperimentazione che spesso è mirata all'innovazione di tecniche e modelli di costruzione. Esempi di questa tipologia di derive sono il 18ft Australiano e l'International 14. Le imbarcazioni che non ricadono in questa definizione sono solitamente chiamate monotipi o (nel suo termine inglese) "One Design". Il primo monotipo costruito fu il Water Wag, che veleggiò per la prima volta nella baia di Dublino nel 1887. Una curiosità: questa classe disputa ancora le sue regate, ad oltre un secolo di distanza.